# Paschazy
Paschazy, również Paschazjusz – zlatynizowane męskie imię (łac. Paschasius od wyrazu pascha),  pochodzenia hebrajskiego od wyrazu Pesach (pascha).
Hagiografia wymienia sześciu świętych o tym imieniu, m.in. Paschazjusza-Hibernusa (wspomnienie 22 marca) i Paschazego wspominanego 13 listopada w grupie męczenników afrykańskich.
Paschazy i Paschazjusz imieniny obchodzą:
- 22 lutego, jako wspomnienie św. Paschazjusza, biskupa z Vienne,
- 26 kwietnia, jako wspomnienie św. Paschazjusza Radberta, opata z Korbei,
- 31 maja, jako wspomnienie św. Paschazjusza, diakona rzymskiego,
- 13 listopada, jako wspomnienie św. Paschazjusza, opata z Montevergine.

Odpowiedniki w innych językach:
- łacina – Paschasius,
- język angielski i niemiecki – Paschasius,
- język francuski – Pasquier, Paschase,
- język włoski – Pascasio.

Znane osoby noszące to imię:
- Pasquier Quesnel – francuski teolog
- Daniel Paschazjusz von Osterberg – właściciel wsi Wambierzyce

Zobacz też:
- Paschalis